# コーディティ
コーディティ (Cordettes) は、アメリカ合衆国のテレビドラマ『バフィー 〜恋する十字架〜』に登場する架空の団体。

## 概要
サニーデール高校の生徒コーディリア・チェイスを中心とする上流階級の子女で構成される団体。メンバーの一部はチアリーディング部に所属している。

## 構成メンバー
()内は俳優の名前。
コーディリア・チェイス（カリスマ・カーペンター）
学園の女王。
ハーモニー・ケンドール（メルセデス・マクナブ）
コーディリアの側近の一人。高校時代はダンス部に所属。
オーラ（パーシア・ホワイト）
第1シーズンの『ヘルマウスへようこそ』で登場。黒人の少女でコーディリアの親友。
グウェン・ディチック（クリスティン・ウィニッキ）
第2シーズンの『インカ帝国のミイラ王女』と『愛のかけ違い』に登場。高校在学中はチアリーディング部に所属していた。
アフロディシア・キングズベリー
オーラの友人。
アーニャ・エマーソン
第3シーズンの『ねがい』から登場。本名はアニヤンカ。
マーシー・ロス
第1シーズンの『去る者日々に疎し』で敵役として登場。コーディティの中では影が薄かった。